# Краљевско позориште Парк (Брисел)
50° 50′ 45″ С; 4° 21′ 56″ З / 50.845833° С; 4.365556° З
Краљевско позориште Парк (фр. Théâtre royal du Parc, хол. Koninklijk Parktheater), основано  1782. године, је друго, најстарије позориште у Бриселу (после Краљевског позоришта Ла Моне), које се још увек користи. Првобитно је настало као део бриселског Воксхола (фр. Vauxhall, хол. Vauxhall), забавног комплекса који се налази у  Бриселском парку (фр. Parc de Bruxelles, хол. Park van Brussel, или другачије хол. Warandepark). У почетку се углавном користило за позоришне представе лакшег репертоара попут водвиља да би у другој половини 19. века прерасло у најистакнутију франкофону сцену белгијске престонице. Краљевско позориште Парк (Брисел) је укључено у европски културни пројекат, Европска рута историјских театара (Каналска рута).

## Историја
Позориште Парк има дугу и богату историју. Било је домаћин: водвиља, комедија, опера, оперета и класичних продукција париских и холандских глумаца.

### Почеци (18. век)
Недуго након смрти гувернера Хабзбуршке Низоземске, Карла Александра од Лотарингије (12. децембар 1712–4. јул 1780) и Марије Терезије (13. мај 1717—29. новембар 1780), у време када је Белгија била под влашћу Аустријска монархије, 1782. године, браћа Ерман (фр. Herman Bultos) и Александар Булто (фр. Alexandre Bultos), су у Бриселском парку изградили забавни комплекс Воксхол (фр. Vauxhall), по узору на сличне установе у Паризу и Лондону. Објекат је садржао салу за разноврсне представе, кафиће и салоне у којима су се организовали балови па је убрзо постао омиљено место за окупљања и забаву. Охрабрени успехом, браћа Булто су проширили свој комплекс додајући му позориште у коме су представе изводила деца узраста од седам до четрнаест година. Позориште Парк је у почетку служило као анекс зграде Позоришта Ла Моне. Браћа Булто, тадашњи управници, истовремено су водила оба позоришта. Како је Позориште Парк било намењено представама младих глумаца, коришћено је и као нека врста драмске школе за Ла Моне. Репертоар је укључивао: комедије, опере, пантомиме и друге жанрове прилагођене младим извођачима. Иако је у јавности било познато као Мало позориште (фр. Petit Théâtre), установљен је назив Позориште Парк. Зграда позоришта је изведена по замисали архитекте Луја Монтоајеа (фр. Louis Montoyer), који је у првобитној грађевини предвидео и простор за шест трговачких радњи где су се продавале: свила, гравуре, парфеми, накит, књиге и друга роба. Ново позориште је убрзо изазвало негодовање црквених власти, које су осуђивале стално присуство деце на сцени. С друге стране, уметничка заједница је поздравила иницијативу браће Булто, која је Бриселу обезбедила будуће глумце. Две супротстављене стране водиле су вишегодишњу расправу, све док није донета одлука да се деца могу појављивати на сцени само уз пристанак родитеља.

### Позориште у 19. веку
Историја Краљевског позоришта Парк обухвата и занимљиве епизоде, попут времена када је било коришћено као простор за: акробатске представе, наступе еквилибриста и путујућих глумаца. Позориште је затворено 1807. године Наполеоновим декретом, али је поново отворено 1814. године. Годину дана је било под управом британске позоришне трупе, а потом неколико месеци и под управом холандске позоришне трупе, па су током Наполеонових ратова овде извођене представе британских уметника. Позориште је било поново затворено током Белгијске револуције 1830. године, али је убрзо 1831. године отворено, у време када је на престо дошао први краљ Белгије, Леополд I. Овај период није био обележен стабилним управљањем, већ честим променама репертоара у покушају да се привуче публика. Позоришне представе су се одржавале три пута недељно, али су често игране пред полупразним салама. Да би привукли гледаоце, организатори су у репертоар укључивали: мађионичарске тачке, представе познатог илузионисте Жан Ежен Робер Удена, приказе источњачке културе, као и егзотичне сценографије које су дочаравале далеке пределе попут обала реке Мисисипи. Од 1869. године, када је комедија постала доминантан жанр у Позоришту Парк, многи тадашњи истакнути глумци су желели да наступају на овој сцени како би додатно обогатили своје каријере.

### Крај 19. века и почетак 20. века
Крајем 19. и почетком 20. века, већи број управника уложио је значајан труд да подигну углед позоришта на највиши ниво. Усвојен је сталан репертоар и формирана је стална глумачка трупа. Гостовања страних ансамбала додатно су допринела репутацији позоришта. Све значајне тенденције из света позоришта, како из Париза тако и из других европских метропола, убрзо су налазиле одјек на сцени Краљевског позоришта Парк. Изведена је и обнова ентеријера 1874. године, чиме је позориште добило елегантнији изглед. Овакав приступ донео је успех позоришту који се наставио без прекида у целом овом периоду. Француски композитор Жак Офенбах био је чест гост са трупом Париски буфа театар (фр. Théâtre des Bouffes-Parisiens). Његова чувена мелодија Баркарола из опере Хофманове приче (фр. Les Contes d'Hoffmann), изазивала је јаку емотивну реакцију публике, док су рефрени из оперете Париски живот (фр. La vie parisienne), постали омиљени међу публиком. Од 1879. године Позориште Парк усмерило је свој репертоар искључиво на драмску уметност, одустајући од оперете и комичне опере. На сцени позоришта наступали су и највећи уметници тог времена, попут: Кокелана (фр. Benoît Constant Coquelin), Режане (фр. Gabrielle Charlotte Réju-Réjane) и Саре Бернар, чије су изведбе оставиле неизбрисив траг. Позориште Парк је такође било место на којем су се развијале нове позоришне методе. Слободни театар Андреа Антоана (фр. André Antoine) често је гостовао у Позоришту Парк и доносио авангардне представе, изазивајући страствене расправе (слично као у Паризу). Ту су своје прве драмске кораке направили белгијски песници и аутори попут Мориса Метерлинка и Франсоа Копеа (фр. François Coppée). Током 1896. године Краљевско позориште Парк повезано је на телефонску мрежу, што је у то време био значајан технички напредак. Крајем 19 века организовани су Књижевни понедељци (који су убрзо постали популарни), у оквиру којих су наступали реномирани уметници: Режана, Кокелан, Габријел Дорзија (фр. Gabrielle Dorziat) и Жан Граније (фр. Jeanne Granier). Под управом Виктора Рединга (фр. Victor Reding), од 1899. године, позориште је достигло врхунац угледа и постало равноправно са највећим европским сценама. Поред домаћих трупа, у њему су гостовали уметници из Италије, Енглеске и Немачке, који су представе изводили на својим језицима.

### Од Првог светског рата до данас
Током Првог светског рата (1914—1918), Краљевско позориште Парк било је заузето од стране немачких окупационих снага и служио је као место извођења немачких представа под покровитељством Образовног центра. Након рата, Виктор Рединг је поново отворио позориште 25. фебруара 1919. године и одмах започео неопходну обнову. Он је остао на челу позоришта до 1925. године и тако постао најдуговечнији директор овог позоришта, водећи га пуних 26 година. Његов син, Рене Рединг (фр. René Reding), преузео је руководство и наставио очеву традицију, непрестано уводећи новине и угошћавајући највеће уметнике из Париза, као што су: Сесил Сорел (фр. Cécile Sorel) или Елвиру Попеску (фр. Elvire Popesco). Од 1946. године, позориштем је управљао колективни управни орган од шест људи, али се овај систем показао неефикасним и убрзо је број директора смањен на два. Краљевско позориште Парк је 1976. године добило је статус Установе од јавног значаја. На руководећем месту позоришта је од 2010. године Тијери Дебру (фр. Thierry Debroux), који је и 2025. године на тој функцији.

## Зграда Краљевског позоришта Парк

### Од 1782. до 1843. године
Краљевско позориште Парк саграђено је 1782. године према плановима архитекте Луја Монтоајеа. У свом првобитном облику, позориште је било део већег забавног комплекса Воксхол, смештеног у Бриселско парку. Овај комплекс обухватао је балску дворану, салоне, ресторан, луксузне продавнице и летњу терасу са музичким павиљоном. Спољашњост зграде, окренута ка улици Руи де ла Лоа (фр. Rue de la Loi), била је једноставна, прекривена белим малтером, у неокласичном стилу, са пиластрима испод неукрашеног фронтона. О унутрашњем уређењу првобитне сале нема много података. Према записима прослављеног белгијског музиколога Франсоа Жозефа Фетиса (фр. François-Joseph Fétis; 1784—1871), сала је првобитно имала овални облик са два балкона, али без ложа (информација коју је добио од некадашњег радника у позоришту).

### Од 1844. до 1859. године
После 58 година рада, око 1840. године, позориште је било у лошем стању, те је 1844. године, по налогу градске управе Брисела, извршена темељна обнова под руководством градског архитекте Партоза (фр. Henri Louis François Partoes; 1790—1873). Реновирање је било и одговор на растућу конкуренцију нових позоришта. Уложено је значајна сума па су вестибул, ходници и степеништа преуређени ради боље проходности, док је фасада добила балкон на стубовима, омогућавајући кочијама да се зауставе испред улаза тако да посетиоци не покисну а набављен је нов декоре и сценска механика. У унутрашњости, гледалиште је преуређено и богато декорисано. Када је позориште поново отворено 21. септембра 1844. године, критичари су били одушевљени преображајем. Сала је била украшена позлаћеним орнаментима на белој подлози са плавим арабескама, док су ложе биле пресвучене плавим плишем, брокатом и сатеном. Трећи балкон красила је осликана златна драперија са фестонима, која се протезала и изнад сцене. Завеса је израђена у техници Тромплои (фр. Trompe-l'oeil), приказујући беле свилене дамастне превоје. Ново осветљење обухватало је лустер са гасним светиљкама и четири велика свећњака, значајно повећавајући осветљеност сале.

### Од 1860. до данас
Током летње паузе 1859—1860. године, гледалиште је поново преуређено како би пратило најновије позоришне трендове. Замењене су клупе и паркет у партеру а уместо њих су постављене удобније. Балкони су померени унапред, добивши избочене заобљене ложе, украшене позлаћеним гирландама и картушима. Плава таписерија је замењена наранџастим тоновима, док су седишта пресвучена тамноцрвеним сомотом. Просценијумске ложе су потпуно обновљене и богато украшене, а унутрашњост им је обложена наранџастим дамастом. Постављен је нови, знатно већи лустер са 70 гасних светиљки, који је осветљавао салу у раскошном сјају. Нова обнова ентеријера уследила је 1874. године, па су промењени: тапацирунг, зидне облоге и теписи, чиме је позориште добило елегантнији изглед. Од тада гледалиште и спољашњост у великој мери задржавају свој првобитни изглед, који је видљив и данас. Упркос свим променама позориште је у суштини сачувало свој неокласицистички стил, што се може видети у изванредној декорацији гледалишта (у стилу Луја XVI), обликованом у виду потковице, као и у елегантним каријатидама на бочним странама три просценијумске ложе.